# SelgasCano
SelgasCano es un estudio de arquitectura formado por los madrileños José Selgas y Lucía Cano. Sus obras en España son el de Plasencia Auditorio y Centro de congresos. En 2015, diseñaron el 15.º Pabellón Serpentine anual de Londres. Su trabajo ha sido expuesto en el MOMA, en el Guggenheim de Nueva York y en la Trienal de Brujas. Su obra Oficina en el bosque, situada en Madrid, ha sido el proyecto más visitado en la página web Archdaily. El estudio ha sido nominado para recibir un Pritzker.

## Para más información
- «Selgascano 2003-2013. Shambling nature», El Croquis, Vol. 171, 2014, ISBN 9788488386793, ISSN 0212-5633.